# 兵庫県立佐用高等学校
兵庫県立佐用高等学校（ひょうごけんりつ さよう こうとうがっこう）は、兵庫県佐用郡佐用町にある県立の高等学校。

## 学科
普通科・農業科学科（平成18年から畜産科・農業科が併合）・家政科がある。

## 所在地
- 兵庫県佐用郡佐用町佐用260

## 沿革
- 1906年（明治39年）4月20日 佐用郡蚕糸伝習所として創立
- 1909年（明治42年）4月20日 乙種農蚕学校として佐用郡立農蚕学校開校
- 1921年（大正10年）3月26日 甲種農蚕学校に昇格
- 1922年（大正11年）4月1日 県営に移管し、兵庫県立佐用農蚕学校となる
- 1948年（昭和23年）4月1日 学制改革に伴い、兵庫県立佐用高等学校（農業科のみ）となる
- 1948年（昭和23年）9月1日 定時制課程を併置、平福、三日月に分校を設置
- 1949年（昭和24年）4月1日 普通科、家政科を設置
- 1963年（昭和38年）4月1日 平福、三日月の各分校を廃止、本校に統合
- 1967年（昭和42年）4月1日 地域開発科を設置
- 1968年（昭和43年）4月1日 農業科から畜産科を分割
- 1979年（昭和54年）3月31日 定時制課程廃止
- 1981年（昭和56年）3月31日 地域開発科廃止
- 2006年（平成18年）4月1日 農業科と畜産科を統合し農業科学科を設置
- 2019年（平成31年）隣県特例で岡山県美作市大原・東粟倉地区および西粟倉村からの志願が可能になる。

## 部活動
運動部
- 野球部
- サッカー部
- 陸上競技部
- ソフトテニス部
- 女子バスケットボール部
- 男子バスケットボール部
- 男子バレーボール部
- 女子バレーボール
- バドミントン部
- 卓球部
- 柔道部

文化部
- ESS部
- JRC部
- 吹奏楽部
- 美術部
- 書道部
- 茶華道部